# Olympiakos Syndesmos Filathlōn Peiraiōs 2018-2019 (pallavolo femminile)
Questa voce raccoglie le informazioni riguardanti l'Olympiakos Syndesmos Filathlōn Peiraiōs nelle competizioni ufficiali della stagione 2018-2019.

## Organigramma societario
Area direttiva
- Presidente: Michalīs Kountourīs
- Team manager: Nicos Katsiouras

Area tecnica
- Allenatore: Branko Kovačević
- Allenatore in seconda: Spyridon Sarantitīs

Area sanitaria
- Medico: Giōrgos Tsikourīs
- Fisioterapista: Akīs Stratakīs, Elena Zervakakī, Giōrgos Glakousakīs

## Rosa
| N° | Nome                    | Ruolo | Data di nascita   | Nazionalità sportiva |
| -- | ----------------------- | ----- | ----------------- | -------------------- |
| 1  | Katerina Giōta          | C     | 7 giugno 1990     | Grecia               |
| 2  | Alikī Kōnstantinidou    | C     | 26 giugno 1989    | Grecia               |
| 3  | Maria Nomikou           | O     | 30 marzo 1993     | Grecia               |
| 5  | Allison Mayfield        | S     | 3 ottobre 1989    | Stati Uniti          |
| 6  | Asīmina Nikologiannī    | S     | 4 giugno 1999     | Grecia               |
| 7  | Geōrgia Lamprousī       | C     | 27 gennaio 1993   | Grecia               |
| 8  | Elena Milintigievits    | L     | 15 giugno 1999    | Grecia               |
| 9  | Kōnstantina Vlachakī    | S     | 8 maggio 1995     | Grecia               |
| 10 | Areta Konomī            | L     | 31 gennaio 1989   | Grecia               |
| 11 | Lamprinī Cōnstantinidou | P     | 16 settembre 1996 | Grecia               |
| 12 | Eirīnī Kokkinakī        | L     | 6 giugno 1996     | Grecia               |
| 14 | Stylianī Christodoulou  | P     | 19 luglio 1991    | Grecia               |
| 15 | Saskia Hippe            | O     | 16 gennaio 1991   | Germania             |
| 16 | Katerina Zakchaiou      | C     | 26 luglio 1998    | Cipro                |
| 17 | Laura Weihenmaier       | S     | 4 aprile 1991     | Germania             |
| 18 | Regan Hood              | S     | 10 agosto 1983    | Stati Uniti          |